# Колосы (Гомельская область)
Колосы (бел. Каласы) — деревня в Запольском сельсовете Рогачёвского района Гомельской области Беларуси.

## География

### Расположение
В 2 км на запад от районного центра и железнодорожной станции Рогачёв (на линии Могилёв — Жлобин), 124 км от Гомеля.

### Гидрография
На реке Друть (приток реки Днепр).

## Транспортная сеть
Транспортные связи по автодорогам, которые отходят от Рогачёва. Планировка состоит из прямолинейной меридиональной улицы (вдоль реки), застроенной двусторонне, неплотно деревянными домами усадебного типа.

## История
Обнаруженный археологами курганный могильник XI—XII веков (76 насыпей, в 1 км на северо-запад от деревни, на правом берегу реки) свидетельствует о заселении этих мест с давних времён. Упоминается в 1756 году как деревня в Задруцком войтовстве Рогачёвского староства. В XIX веке — селение в Тихиничской волости Рогачёвского уезда Могилёвской губернии. Хозяин поместья, находившегося рядом, владел здесь в 1875 году 2700 десятинами земли, трактиром и пристанью на реке Друть. С 1880 года действовал хлебозапасный магазин. Согласно переписи 1897 года действовала школа грамоты; рядом находился фольварк. В 1910 году открыта церковно-приходская школа, которая размещалась в наёмном крестьянском доме.
В 1930 году организован колхоз «Новая жизнь», работали 2 кузницы, нефтяная мельница, ветряная мельница. Во время Великой Отечественной войны в июне 1944 года оккупанты сожгли деревню и убили 10 жителей. В боях около деревни 24 июня 1944 года отличились старшина, механик-водитель самоходной артиллерийской установки М. К. Чупилко и уроженец деревни Степы (Жлобинский район) С. П. Анищенко, которым был присвоено звание Герой Советского Союза. 39 жителей погибли на фронте. Согласно переписи 1959 года в составе колхоза имени С. М. Кирова (центр — деревня Заполье).

## Население

### Численность
- 2004 год — 54 хозяйства, 99 жителей.

### Динамика
- 1897 год — 36 дворов 295 жителей; в фольварке 2 двора, 15 жителей (согласно переписи).
- 1909 год — 45 дворов 353 жителя.
- 1925 год — 60 дворов.
- 1940 год — 73 двора, 365 жителей.
- 1959 год — 224 жителя (согласно переписи).
- 2004 год — 54 хозяйства, 99 жителей.

## Известные уроженцы
- Т. А. Почтарёв — Герой Советского Союза.